# یواس‌اس جان هنکاک (دی‌دی-۹۸۱)
یواس‌اس جان هنکاک (دی‌دی-۹۸۱) (به انگلیسی: USS John Hancock (DD-981)) یک کشتی بود که طول آن 529 ft (161 m) waterline; 563 ft (172 m) overall بود. این کشتی  در سال ۱۹۷۷ ساخته شد.